# Michel Félix Dunal
Michel Félix Dunal (Montpeller, 1789-1856) va ser un botànic i micòleg francès. Estudià botànica sota Augustin Pyrame de Candolle (1778-1841) i es doctorà en medicina amb una memòria titulada Histoire naturelle, medicale et economique des solanum et des genres qui ont été confondus avec eux a la Universitat de Montpeller el 1813. Va ser membre corresponent a l'Académie des sciences francesa des de 1819 i va fer una tesi titulada Considérations sur la nature et les rapports de quelques-uns des organes de la fleur el 1829.
Ocupà la càtedra d'història natural a la Universitat de Montpeller des de 1816 fins a 1856. Va ser degà de la facultat de ciències de Montpeller i cavaller de la Légion d'honneur.
El gènere Dunalia dins la família solanàcia rep aquest nom en honor seu. Els seus treballs sobre el gènere Solanum són particularment coneguts gràcies a la seva obra Solanorum generumque affinium Synopsis seu Solanorum Historiae, editionis secundae summarium ad characteres differentiales redactum, seriem naturalem, habitationes stationesque specierum breviter indicans publicada el 1816.
1. ↑  Es poden consultar els tàxons descrits per aquest autor a International Plant Names Index (anglès)